# 컴퓨터 포렌식
컴퓨터 포렌식(영어: computer forensics, computer forensic science) 또는 컴퓨터 법의학( - 法醫學)은 전자적 증거물 등을 사법기관에 제출하기 위해 데이터를 수집, 분석, 보고서를 작성하는 일련의 작업을 말한다. 과거에 얻을 수 없었던 증거나 단서들을 제공해 준다는 점에서 획기적인 방법이다. 컴퓨터 포렌식은 사이버 해킹 공격, 사이버 범죄 시 범죄자들이 컴퓨터, 이메일, IT 기기, 휴대전화 등의 운영체제, 애플리케이션, 메모리 등에 다양한 전자적 증거를 남기게 되면서, 사이버 범죄자 추적 및 조사에 핵심적인 요소가 되고 있다.

## 디지털 증거 사건
- 1996년 영남위원회 사건: 법원은 디지털 증거를 전문 증거로 취급해야 하므로 원 진술자가 진술에 의해 인정해야 한다고 판시하여 디지털 증거의 증거 능력을 부정하였다.
- 2006년 일심회 사건: 수사기관은 USB, PC, 플로피 등의 저장매체 12종을 압수하여 조사하였다. 법원은 디지털 증거에 대해 작성자 또는 진술자의 진술에 의해 진정성이 증명될 때에 한해 증거로 인정한다고 판시하였다.
- 외무부 전문 변조사건: 외무부의 공문이 변조여부를 판단하기 위해 외국 공관에 있는 동일한 컴퓨터들의 하드디스크를 모두 수거하여 분석한 사건[1]
- 창원지법 진주지원 재심사건: 하드디스크 분석 과정에서 전문가가 아닌 비전문가가 분석을 수행하여 분석 도중 파일 접근 시간이 변경되어 확정 판결이 번복된 사건
- 삼성 비자금 의혹 관련 특별검사: 특검팀이 삼성에서 압수한 하드디스크로부터 삭제된 파일을 복구하여 수사를 진행
- 신정아 스캔들: 주고 받은 이메일 내용을 복구하여 수사 진행
- 통합진보당 비례대표 부정선거: 서버 압수 및 서버 이미징， 분석
- 황우석 논문 조작 사건: 황 교수의 연구팀에 있는 노트북을 포맷된 후 새로운 파일로 하드디스크의 영역을 덮어씌운 노트북을 복원하여 400여쪽에 달하는 실험 노트를 확보하였다[2]
- 카지노 횡령사건: 계좌추적과 전화통화 내역 조사
- 국정원 여직원의 대선 관련 덧글 사건: 국정원 여직원의 노트북 등의 디지털 기기를 습득해 분석하였다.

## 나라별 관련 법률

### 대한민국
- 형사소송법/형사소송법규칙(제106조(압수) 제215조(압수/수색/검증), 제218조의2조(압수물의 환부, 가환부), 자유심증주의, 위법수집증거배제원칙, 전문증거배제법칙)
- 디지털증거수집 및 분석규정 (대검찰청 예규)
- 정보통신망 이용 촉진 및 정보보호 등에 관한 법률
- 통신비밀보호법 (제9조의 3(압수. 수색. 검증의 집행에 관한 통지), 제13조(범죄수사를 위한 통신사실 확인자료제공의 절차 〈개정 2005.5.26〉), 제13조의3(범죄수사를 위한 통신사실 확인자료제공의 통지)
- 부정경쟁방지 및 영업비밀보호에 관한 법률
- 산업기술의 유출방지 및 보호에 관한 법률
- 신용정보법 등 개인정보관련 규정 등

## 디지털 증거처리 표준 가이드라인
- 일반사항

디지털 증거를 처리하는 과정은 식별(identification), 수집(collection), 획득(acquisition), 보존(preservation), 분석(analysis) 등의 과정을 통해 증거가 가지는 잠재적인 가치를 최대화하고 발생할 수 있는 위험을 최소화 하기 위해 수행된다. 디지털 증거는 현실적으로 손상되기 쉽다. 부적절한 취급이나 분석 중에 훼손되거나 변경, 조작될 수 있다. 따라서 디지털 증거를 취급하는 사람은 어떤 행위를 할 때 발생할 수 있는 결과와 위험성을 관리하고 식별할 수 있는 능력을 가져야 한다. 적절한 수단으로 디지털 증거 처리에 실패할 경우 디지털 증거는 사용하지 못할 수도 있기 때문에 모든 행위와 그 근거는 문서화될 필요가 있다.

## 같이 보기
- 디지털 포렌식
- 디스커버리 (법)
- 관리 연속성

## 참고 문헌
- 2012-06-18 디지털 포렌식 산업 구태언 법률신문[깨진 링크(과거 내용 찾기)]